# 옥암동
옥암동(玉岩洞)은 전라남도 목포시의 행정 구역이다. 전라남도 무안군 삼향읍과 접하고 있다.

## 개요
목포시 조례 제 1805호에 의거 행정동을 분합하는 과정에서 목포시 삼향동에서 분동되었다. 본래는 옥으로 만든 함(옥함)이었는데 음과 뜻이 변하여 옥암으로 유래되었다. 전라남도 신 도청 인접지로 행정의 중심 지역, 시민문화체육센터 등 레저 스포츠의 메카, 신도시 조성으로 친환경, 교육, 문화, 주거의 최적지이다. 목포소방서와 호남선 임성리역이 있으며, 호남고속철도 전용 신선은 목포역이 아닌 임성리역에 연결될 예정이다. 2012년 1월 25일에는 옥암지구가 부주동으로 신설되어 옥암동에서 분리되었다.

## 연혁
- 1987년 1월 1일 무안군 삼향면에서 목포시 삼향동으로 편입
- 1997년 1월 1일 목포시 삼향동에서 목포시 옥암동으로 분동
- 2012년 1월 25일 남악신도시 옥암지구가 부주동으로 분동

## 주거

### 아파트
| 단지명                      | 건설사                    | 시행사         | 주소               | 입주        | 비고 |
| --------------------------- | ------------------------- | -------------- | ------------------ | ----------- | ---- |
| 옥암3차 한국아델리움 센트럴 | 한국건설㈜                | 와이디개발(유) | 삼향천로 159       | 2020년 6월  |      |
| 금호타운 1단지              | 아시아나항공㈜ 건설사업부 | 금호건설       |                    |             |      |
| 금호타운 2단지              | 아시아나항공㈜ 건설사업부 | 금호건설       | 백년대로375번길 32 | 1996년 12월 |      |
| 현대 2차                    | 현대산업개발              | 현대산업개발   |                    | 2002년 6월  |      |
| 우미 2차                    | 우미건설                  | 우미건설       | 삼향천로 113       | 1994년 9월  |      |
| 하당2차 제일하이빌          | 제일건설㈜                | ㈜제일종합건설 |                    | 2002년 2월  |      |
| 하당3차 풍경채              | 제일건설㈜                | ㈜제일종합건설 |                    | 2002년 9월  |      |
| 하당5차 풍경채              | 제일건설㈜                | ㈜제일종합건설 |                    | 2003년 5월  |      |
| 하당6차 풍경채              | 제일건설㈜                | ㈜제일종합건설 |                    | 2003년 11월 |      |

## 언론
- 목포극동방송

## 대형마트
- 이마트 목포점

## 주요 시설
- 목포소방서
- 목포옥암동우체국